# 癒されBar若本シーズンZwei
癒されBar若本シーズンZwei（いやさればーわかもとしーずんつヴぁい）は、声優の若本規夫がパーソナリティを務めるインターネットラジオ番組（アニラジ）。2009年1月9日放送配信開始、同年1月16日より本放送配信開始。本放送は60回で終了し、以後は総集編が配信されている。前放送は癒されBar若本。2010年8月15日にコミックマーケットで行われた「癒されBar若本 The Final イベント」にて正式に終了を発表する。その後、2011年8月3日から『癒されBar若本～風のワンダラー～』（シーズン3）が配信開始。

## 概要
吉永小百合をこよなく愛するマスター若本と、殺し屋の過去を持っているかもしれない美女の沙樹ナカジマこと中島沙樹、放浪の姉妹の2人、食いしん坊の大亀あすかとナカジマをお姉さまと慕う「まいまい」こと渕上舞らのバースタッフ達が暖かく迎え入れてくれることから、多くの業界関係者が癒しを求めてやってくる伝説的なBar。ただし、男性は基本的に立ち入り禁止である。

### 放送時間
- インターネット

毎月第2・第4金曜日に更新。
放送時間：約1時間

### スタッフ
- パーソナリティ：若本規夫
- アシスタントパーソナリティ：中島沙樹
- レギュラーアシスタント：大亀あすか・渕上舞

## ゲスト
- ゲスト番号は第一期とつながっており、29回目が本放送の1回目となる
  - 第29,30回 日野由利加（2009年1月）
  - 第31,32回 中原麻衣（2009年2月）
  - 第33,34回 岡本信彦・岩浪美和（2009年3月）
  - 第35,36回 豊口めぐみ（2009年4月）
  - 第37,38回 麻生美代子（2009年5月）
  - 第39,40回 川村万梨阿（2009年6月）
  - 第41,42回 西村知道・下田麻美（2009年7月）
  - 第43,44回 高橋美佳子・日笠陽子（2009年8月）
  - 第45,46回 岩田光央(2009年9月)
  - 第47,48回 能登麻美子(2009年10月)
  - 第49,50回 朴璐美(2009年11月)
  - 第51,52回 戸松遥(2009年12月)
  - 第53,54回 田中理恵(2010年1月)
  - 第55,56回 納谷悟朗※妻の火野カチコも共に出演(2010年2月)
  - 第57,58回 小野大輔(2010年3月)
  - 第59,60回 平野綾(2010年4月)

## 放送内容
オープニング
- 若本マスターの1人トークによるドラマ形式のオープニングで始まり、ナカジマ、あすか、まいまいと共に店を開店させる。

ゲストトーク
- 若本マスターと3人の女性スタッフとゲストによるトーク。

まいまい×あすかのZwei日記
- まいまいとあすかに課題を与えるコーナー。課題をこなせないとゲームが出る。

ラジオドラマシーズンZwei
- ゲスト、若本、中島、大亀、渕上によるラジオドラマ。

リスナーからの質問コーナー
- リスナーからのゲスト、若本、中島、大亀、渕上に関する質問を受け付けるコーナー。

若本規夫の雑学語録
- 知っていなくても困らないけど知っておくと面白いかもしれない雑学を若本マスターが紹介する。

エンディング
- 若本マスターのトークによるエンディング

## ラジオドラマの概要
- 第1話「冬のアネモネ」第29回

浮気性で定職につかないのノブユキと、その恋人との関係に疲れを感じ始めたミヤコの話
登場人物
ノブユキ「画家志望の浮気性のフリーターの男」（若本規夫）
ミヤコ 「ノブユキの恋人」（日野由利加）
ハルカ 「ミヤコの友達」（中島沙樹）
- 第2話「シャーリーパイン」第30回

フランクリン監督とジェリーとの映画のテーマ曲を巡る話
登場人物
フランクリン・シャフナー「映画監督」（若本規夫）
ジェリー・ゴールドスミス「音楽監督」（日野由利加）
ミセス・ロッドニー「黒人メイド」（中島沙樹）
- 第3話「天使のように愛して」第32回

既婚の医師タカギと悪女ニシノの危険な不倫の話
登場人物
タカギ「医者」（若本規夫）
ニシノ・ユリ「新人看護師」（中原麻衣）
アイダ「看護婦長」（中島沙樹）
キミコ「看護師」（大亀あすか）
ウエダ「患者」（渕上舞）
- 第4話「逆玉ボーイヒカル」第34回

高校生のヒカルが交際しているサエコの父に結婚を前提にしたお願いをしにいく話
登場人物
ヒカル「高校生」（岡本信彦）
サエコ「ヒカルの彼女」（中島沙樹）
サエコの父「関東仁義組の社長」（若本規夫）
アリサ「メイド」（大亀あすか）
ミスズ「関東仁義組の社員」（渕上舞）
- 第5話「Shall we love?」第36回

5歳の頃に両親をなくしたソノコと、彼女を影から援助してきた足長おじさんが再会する話
登場人物
理事長「セント・フィールズ女学院理事長」（若本規夫）
サクラ・ソノコ「幼稚園の頃から名門女学校に通う女生徒」（豊口めぐみ）
ユリカ「ソノコの友達」（中島沙樹）
生徒その1（渕上舞）
生徒その2（大亀あすか）
- 第6話「母の日曜日」第38回

平凡な人生に疑問を感じた主婦が家出をする話
登場人物
シュウイチロウ「若い頃からヨウコが好きな独身のサラリーマン」（若本規夫）
ヨウコ「お見合い結婚をしてごくごく平凡な人生を送った主婦」（麻生美代子）
ナツミ「ヨウコの娘」（中島沙樹）
マサト「ヨウコの息子」（渕上舞）
ウエイトレス（大亀あすか）
- 第7話「午前2時のシンデレラ」第40回

リストラされた独身女性が富豪の家族問題に巻き込まれる話
登場人物
ユキヒト「伊集院家頭首」（若本規夫）
アサコ「リストラされた独身女性」（川村万梨阿）
ヤマネ「伊集院家顧問弁護士」（中島沙樹）
ユキミ「伊集院家長女」（大亀あすか）
使いの者（渕上舞）
- 第8話「居酒屋パーティー」第42回

1ヶ月前女房に逃げられた部長を励ますために合コンを開く話
登場人物
イツキ部長「女房に逃げられたメタボな営業部長」（西村知道）
ナカバヤシ部長「セクハラ部長」（若本規夫）
ミナミダ「給湯室のクイーン」（下田麻美）
キタガワ「総務部の女子社員」（中島沙樹）
ニシモト「宣伝部の女子社員」（渕上舞）
ヒガシヤマ「経理部の女子社員」（大亀あすか）
- 第9話「一滴の夏」第44回

高校1年生の男子達の夏の喫茶店での恋話
マスター「喫茶店カフェボギーの長話が好きなマスター」（若本規夫）
ケンタ「ミハルが好きだがリナも気になっている男子」（高橋美佳子）
ハヤト「ケンタの友達のつっこみ役の男子、硬派」（日笠陽子）
リナ「ケンタが好きだが素直になれない女子」（中島沙樹）
タマキ「ケンタの友達のお調子者の男子、ミハルが好き」（渕上舞）
ミハル「男子達のアイドル」（大亀あすか）
- 第10話「ノージャスティス」第46回

妻のひき逃げ事件の真相を追う寿司屋の話
ムラセ「イシザキが唯一信頼している刑事」（若本規夫）
イシザキ「妻のひき逃げ事件の真相を追う寿司屋」（岩田光央）
ママ「ひき逃げ事件の真犯人とされるクラブのママ」（中島沙樹）
カズヤ「イシザキの子供」（渕上舞）
ユキナ「ホステス」（大亀あすか）
- 第11話「もう一度あなたと」第48回

単身赴任のサラリーマンの前に昔失踪した彼女が突然訪れる話
リョウスケ「一児のパパのサラリーマン」（若本規夫）
マキ「10年前行方不明になったリョウの彼女」（能登麻美子）
ハルミ「リョウの奥さん、マキの親友」（中島沙樹）
アミ「リョウとハルミの娘」（大亀あすか）
天使（渕上舞）
- 第12話「ホテルカリフォルニア」（長編スペシャル）第50回
  - シナリオ（チャーリー・パイン）

過去に傷を持つ二人の女性がホテルカリフォルニアを舞台に自分の人生を互いに打ち明ける話
ジョー・アンダーソン「ホテルカリフォルニアのただ一人の従業員」（若本規夫）
エレーナ・スワン「金持ちの未亡人」（朴璐美）
ジェニー・カースン「自称女優」（中島沙樹）
- 第13話「名も無き花」第52回

記憶を無くした男と優しい少女のクリスマスのプレゼント交換の話
男「川原のフランケンシュタインと呼ばれる記憶喪失の男」（若本規夫）
サンドラ「貧乏で勝気な少女、記憶喪失の男に名前をつける」（戸松遥）
シスター「クリスマスにホームレスに食べ物を配るシスター」（中島沙樹）
少年「貧乏なサンドラを馬鹿にする少年」（大亀あすか）
ボランティアの少女「シスターの付き添い」（渕上舞）
- 第14話「女神と野獣」第54回

干支の虎が職務放棄をして街にナンパに出る話
トラ「肉食系男子な干支の虎」（若本規夫）
カミサマ「美人でＳな女神」（田中理恵）
ウシ「女神お付の干支の牛」（中島沙樹）
ギャルA「街でトラにナンパされる草食系男子好きのギャル」（大亀あすか）
ギャルB「逆ナンを狙ってるギャル」（渕上舞）
- 第15話「ある殺人」第56回
  - シナリオ（チャーリー・パイン）

ブルックリンの安酒場でとある事情を抱えたボクシングのコーチが対戦相手のボクサーに八百長の話を持ちかける話
ボクサー「知り合いのコーチに八百長の話を持ちかけられたボクサー」（納谷悟朗）
ボクシングのコーチ「自分の選手を勝たせるため八百長を持ちかけるコーチ」（若本規夫）
安酒場の煙草売りの女「煙草を買うと情報を提供してくれる女」（中島沙樹）
- 第16話「ブラッディーローズ」第58回

時代を超えて吸血鬼に愛された少女の話
エリザベス・サヨコの父（若本規夫）
ブラッディー「吸血鬼」（小野大輔）
エリザベス「吸血鬼に愛された娘」（中島沙樹）
ロザリー「エリザベスの使用人」（大亀あすか）
アマンダ「エリザベスと同い年の義母」（渕上舞）
- 第17話 恋愛小説ができるまで第60回

女遊びが好きなイケメン小説家と女性編集者の恋話
サカキバラ「イケメン恋愛小説家（若本規夫）
スギモト・ハルカ「ツンデレ編集者」（平野綾）
サナエ「サカキバラの離婚した妻」（中島沙樹）
マリナ「サカキバラの娘」（大亀あすか）
ミユキ「サカキバラの彼女の一人」（渕上舞）

## オリジナルカクテル
このカクテルは番組収録スタジオのGothic Cafe&Bar Two Faceで実際に飲むことができる
- 第29回「極上の濃姫」（日野由利加）
- 第31回「美少女」（中原麻衣）
- 第33回「卒業」（岡本信彦）
- 第35回「ブリリアント･ラブ」（豊口めぐみ）
- 第37回「カオス」（麻生美代子）
- 第39回「仁王立ち」（川村万梨阿）
- 第41回「明鏡止水」（西村知道）
- 第43回「青の洞窟」（高橋美佳子）
- 第45回「兄貴」（岩田光央）
- 第47回「のとまみ」（能登麻美子）
- 第49回「朴璐美」（朴璐美）
- 第51回「テンチンランマン」（戸松遥）
- 第53回「りえりえ」（田中理恵）
- 第55回「悟朗's Bar」（納谷悟朗）
- 第57回「もっこりキンモクセイ」（小野大輔）
- 第59回「ハルヒの尊」（平野綾）

## 若本規夫の雑学語録
- 第1回 「アットマークについて」「お札に人物像が描かれている理由」「摩周湖について」「SOSの意味」「ヤシガニについて」
- 第2回 「海底郵便ポスト」「ニューヨーク州の州都」「映画の起源」「木枯らし一号」「納豆を食べる時間帯」
- 第3回 「お風呂に入ると眠くなる理由」「鶏が早朝に鳴くわけ」「録音した自分の声は別人の声に聞こえる理由」「無礼講の起源」
- 第4回 「濡れ衣の伝説」「エレベーターのワイヤーが切れたらどうなるか」「吸血鬼のこうもりについて」「台所洗剤でゴキブリを退治できる理由」「エリーゼのために、は誰のために書かれた曲か」
- 第5回 「タイムトリップが可能な理由」「人間がちょうどいいと感じる塩の濃度」「醤油の意外な輸出先」「猫の喉の二組の声帯」「赤と緑の商品は隣にすると売れやすい理由」
- 第6回 「パンダの和名」「隅田川花火大会は何のための行事か」「歌舞伎の起源」「ミス日本コンテストの第一号はその後退学処分にされた理由」「大学いもの大学は何大学か」「ボールペン発売当初はどこで重宝されていたか」「日本に眼鏡を持ち込んだ人物」「飛行機で乗客が左側から乗り降りする理由」
- 第7回 「猫が高い所から落ちても大丈夫な理由」「月面を歩いても砂埃が上がらない理由」「藩という言葉はいつから地名に使われたか」「ランナーズハイの原理」「朝シャンと言う言葉の起源」「恋人達が一番破局する季節」
- 第8回 「ため口のための意味」「お株を奪うの株の意味」「日本人が傷つきやすい科学的理由」「どんぶり勘定のどんぶりとは何か」
- 第9回 「古いお金はいつまで使えるか」「百人一首の小野小町が後ろを向いている理由」「なぜカップラーメンは3分待つのか」「日本人が電車で居眠りする理由」「忍者は竹筒で水中を潜ることはできるか？」「トランプのハートは何を模った物か」「蜜柑を更に甘くする方法」「警察の白バイは昔何色だったか」「ガソリンは午前中に入れた方が節約できる理由」「カーペットの髪の毛や糸くずの取り方」
- 第10回 「カーペットについたガムの取り方」「壁紙に生えたカビの取り方」「カーテンの汚れ予防方法」「クレヨンの落書きの落とし方」「ジーンズの色落ちの防ぎ方」「白い絹の服の黄ばみの予防方法」「布団の汚れの取り方」
- 第11回「マジックテープの起源」「遅刻してオリンピック失格になった選手」「オリンピック史上最年長選手」「核ミサイルの発射係が間違ってボタンを押したらどうなるか」「イスラム教徒はなぜ1ヶ月も断食できるのか」「ガリバー旅行記のガリバーの日本旅行記」「外国の切手に初めて登場した日本人」
- 第12回「葛飾北斎が93回引越しをした理由」「北条政子が夫の源頼朝の浮気相手の家を破壊した事」「徒然草の作者のバイト」「ペリーが来航した時の通訳」「禿げた人用のちょんまげ」「昔の人が自分の本名を知られることを嫌った理由」「酒屋の名前に三河屋が多い理由」「秘伝のタレが腐らない理由」「ガード下に焼き鳥屋が多い理由」「インドにはカレー粉が無いこと」
- 第13回「お見合い写真の料金が高い理由」「遠洋漁業の漁師に女性がいない理由」「蟻は実は怠け者」「ラーメンの鳴門マークの意味」「都会で鳥の死骸がなかなか見つからない理由」「医者が手術中はトイレに行けない理由」「やくざが詫びで左手小指をつめる理由」「二度寝が気持ちいい理由」
- 第14回「宇宙のごみ問題」「月には土がない理由」「宇宙に放り出された人間の血液はどうなるか」「ステンレスが最初から錆びている理由」「ガラスは固体ではなく液体」「缶詰発祥の話」

## DJCD
ここではシーズンZweiに関係した物のみ掲載する。
- 「癒されBar若本シーズンZwei the CD Vol.0」（2008年12月28日 - 30日に開催されたコミックマーケット75にて無料配布）
  - その後、2009年1月9日 - 1月15日の癒されBar若本シーズンZwei公式ページにてこの先行無料配布CDと同じ内容がシーズンZwei第0回（第28.5話）として放送。内容は若本マスターと3人の新しいバーのスタッフ達との出会い、これからの新番組作りの抱負などが収録されている。

以降は全て2枚組で1枚目がオーディオCD、2枚目がデータCD(MP3形式)
- 「癒されBar若本 the CD Vol.03」（2009年8月28日発売）（コミックマーケット76にて先行発売）
  - 1枚目：Zweiパーソナリティによる歌＋公開録音『癒されBar若本 in なかのzero』
  - 2枚目：Zweiの29回から30回（およびファーストシーズンの21回から28回）までを収録。
- 「癒されBar若本 the CD Vol.04」（コミックマーケット77にて先行販売）
  - 映像特典「癒されBar亀 The DVD」
    - 映像特典ゲスト（中原麻衣、岡本信彦、豊口めぐみ、下田麻美、中島沙樹、若本規夫）

  - Zweiの31回から40回までを収録。
- 「癒されBar若本 The Final」（コミックマーケット78にて先行販売)
  - ゲスト(杉田智和、巽悠衣子、金元寿子、野水伊織)

## 公開録音
- 2009年4月24日発売の「癒されBar若本 the CD Vol.02」の購入者を対象に2009年6月14日に東京都中野区なかのzero「もみじ山文化センター」大ホールにてラジオ公開録音を開く。なおこのイベントでのトークは「癒されBar若本 the CD Vol.03」に収録。
  - ゲスト：福井裕佳梨

## トークイベント
- 2009年8月16日に東京ビッグサイトで開催されたコミックマーケット76の西4階企業ブース番号324にてトークイベントを開催する。このイベントでのトークはラジオCDに収録予定である。
- 2009年12月30日、株式会社ニトロプラスとのコラボ企画によるスピンオフ朗読ドラマCD「装甲悪鬼村正～妖甲秘聞」及び「癒されbar若本 The CD vol.4」の発売記念トークイベントを西4ホール企業ブース351にて開催する。
  - ゲスト：大川透
- 2010年8月15日、「癒されbar若本 The Final」の発売記念特別放送トークイベントを西4階企業ブース513にて開催する。

## スピンオフ企画
- 装甲悪鬼村正 〜妖甲秘聞〜
  - ニトロプラスとのコラボレーションドラマCD。若本規夫、中島沙樹、大亀あすか、渕上舞が出演している。
- 癒されBar若本×ひまわりスペシャルコラボCD
  - PSP用ゲームソフト『ひまわり -Pebble in the Sky- Portable』とのコラボレーションCD。同ソフトのDXパックの予約特典。ゲストは『ひまわり』のヒロイン、アリエス役の野中藍。フリートークの他、アリエスが主役で若本規夫、中島沙樹、大亀あすか、渕上舞も出演するミニドラマも収録。ジャケットではひまわり×癒されBar若本 the Special Collabotarion CD Web Radio & Special Programと表記、本編内ではひまわりfeaturing癒されBar若本シーズンZweiと呼称されている。

## その他
- 第0回放送（第28.5話）で若本は3人の女性アシスタント達にいじられたりいじめられるようなラジオ番組を作っていくことを望んでいると語る。
- 若本は中島沙樹とデュエルマスターズで現在も競演しているが、若本がデュエルマスターズにレギュラー入りした当初からマネージャーを通じてメールアドレスを交換して以来のメル友であり、ラジオリニューアルの際に若本からのアシスタントパーソナリティーのオファーがあり、中島はこれを快諾したという。

### 注意事項
- 前番組癒されBar若本からの注意事項で、若本マスターは自分が演じたキャラクターの声真似をラジオ番組でするのは、そのキャラクターの製作者やスタッフに対してエチケット違反に当たるものと考え、これの要望メールは受け付けないものとしている。